# Ponte Rosso (confine azero-georgiano)
Il Ponte Rosso (in azero Qırmızı Körpü in georgiano წითელი ხიდი-ts'it'eli khidi) si trova al confine tra la Georgia e l'Azerbaigian, sulla strada da Tbilisi a Ganja. Il termine si traduce in italiano come Ponte Rosso, ed è così chiamato perché c'è un ponte ad arco in mattoni rossi sul fiume Khrami nell'area di terra di nessuno tra i posti di confine. La struttura attuale del ponte è per lo più del XVII secolo, ma sul sito è presente un ponte dall'incrocio del XII secolo. Il ponte "rosso" è stato utilizzato quotidianamente fino al 1998, quando è stato completato un ponte nuovo e notevolmente più grande nell'ambito del progetto TRACECA (Europa-Caucaso-Asia).

## Mercato del Ponte Rosso
Per tutti gli anni '90 sul ponte, terra di nessuno, c'è stato un grande mercato gestito in gran parte da etnici azeri dell'area di Marneuli in Georgia. Il mercato è stato chiuso in modo controverso nella primavera del 2006 come parte della campagna anti-contrabbando della Georgia.